# EHF European Cup mannen 2020/21
De EHF European Cup 2020-21 is de 28ste editie van de EHF European Cup. Sinds dit seizoen heeft het Europese Handbalfederatie (EHF) een nieuwe opzet gemaakt van de EHF European Cup. Voorheen hete de competitie EHF Challenge Cup.

## Deelnemers
| Bosnië en Her. | RK Borac m:tel                  | Italië     | Cassano Magnago HC ASD        | Roemenië    | CSM Boekarest            |
| Bosnië en Her. | RK Bosna Vispak Visoko          | Italië     | Ego Handball Siena            | Roemenië    | CS Minaur Baia Mare      |
| Bosnië en Her. | RK Gračanica                    | Italië     | Raimond Sassari               | Rusland     | HC Neva SPb              |
| Bosnië en Her. | MRK Sloga Gornji Vakuf-Uskoplje | Kosovo     | KH BESA Famiglia              | Rusland     | SGAU-Saratov             |
| Bulgarije      | HC Dobrudja                     | Kosovo     | KH Pristina                   | Slovenië    | RK Gorenje Velenje       |
| Cyprus         | Sabbianco Anorthosis Famagouste | Letland    | ZRHK TENAX Dobele             | Servië      | RK Železničar 1949       |
| Cyprus         | Parnassos Strovolou             | Litouwen   | Granitas-Karys                | Slowakije   | MŠK Považská Bystrica    |
| Estland        | HC Tallinn                      | Litouwen   | HC Dragūnas Klaipėda          | Tsjechië    | HC Dukla Praag           |
| Estland        | Põlva Serviti                   | Litouwen   | VHC Šviesa Vilnius            | Tsjechië    | HC Robe Zubří            |
| Finland        | BK-46 Handboll                  | Luxemburg  | HC Berchem                    | Tsjechië    | HCB Karviná              |
| Finland        | Cocks                           | Moldavië   | PGU Kartina TV Tiraspol       | Tsjechië    | TJ Sokol Nove Veseli     |
| Finland        | IFK Handball Helsinki           | Noorwegen  | Drammen HK                    | Turkije     | Antalyaspor              |
| Griekenland    | AC Diomidis Argous              | Noorwegen  | Kolstad Håndball Elite team   | Turkije     | Beykoz BLD SK            |
| Griekenland    | AEK Athene                      | Oostenrijk | SC Kelag Ferlach              | Turkije     | Spor Toto SK             |
| IJsland        | Afturelding Mosfellsbær         | Oostenrijk | SG INSIGNIS Handball Westwien | Wit-Rusland | HC Macheka               |
| IJsland        | FH Hafnarfjörður                | Oekraïne   | Donbass                       | Zweden      | Ystads IF                |
| Israël         | Holon Yuvalim HC                | Oekraïne   | Odessa                        | Zwitserland | TSV St. Otmar Saint-Gall |

## Speeldagen
|        | Voorronde             | 1/16 finale           | 1/8 finale         | 1/4 finale         | 1/2 finale  | finale      |
| ------ | --------------------- | --------------------- | ------------------ | ------------------ | ----------- | ----------- |
| Datums | 14 - 22 november 2020 | 12 - 20 december 2020 | 23 - 30 maart 2021 | 13 - 20 april 2021 | 22 mei 2021 | 23 mei 2021 |

## Tweede ronde
| Team 1                          | Tot.    | Team 2                          | 1e wedstr. | 2e wedstr. |
| ------------------------------- | ------- | ------------------------------- | ---------- | ---------- |
| Afturelding Mosfellsbær         | 0 – 20  | Granitas-Karys                  | 0 – 10     | 0 – 10     |
| ZRHK TENAX Dobele               | 20 – 0  | IFK Handball Helsinki           | 10 – 0     | 10 – '0    |
| Cocks                           | 72 – 50 | HC Dragūnas Klaipėda            | 33 – 24    | 39 – 26    |
| Ystads IF                       | 72 – 62 | VHC Šviesa Vilnius              | 36 – 33    | 36 – 29    |
| BK-46 Handboll                  | 0 – 20  | HC Tallinn                      | 0 – 10     | 0 – 10     |
| Põlva Serviti                   | 20 – 0  | Kolstad Håndball Elite team     | 10 – 0     | 10 – '0    |
| Spor Toto SK                    | 20 – 0  | RK Železničar 1949              | 10 – 0     | 10 – '0    |
| AC Diomidis Argous              | 0 – 20  | Antalyaspor                     | 0 – 10     | 0 – 10     |
| PGU Kartina TV Tiraspol         | 0 – 20  | SGAU-Saratov                    | 0 – 10     | 0 – 10     |
| MRK Sloga Gornji Vakuf-Uskoplje | 38 – 61 | CSM Boekarest                   | 23 – 30    | 15 – 31    |
| Odessa                          | 52 – 54 | RK Gračanica                    | 22 – 28    | 30 – 26    |
| KH Pristina                     | 20 – 0  | HC Dobrudja                     | 10 – 0     | 10 – '0    |
| RK Bosna Vispak Visoko          | 38 – 68 | KH BESA Famiglia                | 18 – 36    | 20 – 32    |
| Parnassos Strovolou             | 56 – 53 | Raimond Sassari                 | 29 – 25    | 27 – 28    |
| RK Gorenje Velenje              | 61 – 44 | Ego Handball Siena              | 32 – 20    | 29 – 24    |
| TJ Sokol Nove Veseli            | 49 – 58 | Sabbianco Anorthosis Famagouste | 28 – 32    | 21 – 26    |
| HC Robe Zubří                   | 20 – 0  | TSV St. Otmar Saint-Gall        | 10 – 0     | 10 – '0    |
| SG INSIGNIS Handball Westwien   | 20 – 0  | Cassano Magnago HC ASD          | 10 – 0     | 10 – '0    |
| HCB Karviná                     | 0 – 20  | SC Kelag Ferlach                | 0 – 10     | 0 – 10     |

1. 1 2 3 4 5 6 7 8 9 10 11 12 13 14 15 16 17 18 19 20 21 22  Reglementair.

## Derde ronde
| Team 1              | Tot.    | Team 2                          | 1e wedstr. | 2e wedstr. |
| ------------------- | ------- | ------------------------------- | ---------- | ---------- |
| Ystads IF           | 57 – 45 | HC Tallinn                      | 30 – 21    | 27 – 24    |
| HC Neva SPb         | 60 – 53 | ZRHK TENAX Dobele               | 31 – 23    | 29 – 30    |
| RK Gorenje Velenje  | 62 – 52 | Cocks                           | 30 – 25    | 32 – 27    |
| HC Berchem          | 53 – 60 | SG INSIGNIS Handball Westwien   | 24 – 28    | 29 – 32    |
| SC Kelag Ferlach    | 20 – 0  | Drammen HK                      | 10 – 0     | 10 – 0     |
| Põlva Serviti       | 54 – 40 | HC Dukla Praag                  | 37 – 18    | 17 – 22    |
| FH Hafnarfjörður    | 0 – 20  | HC Robe Zubří                   | 0 – 10     | 0 – 10     |
| Granitas-Karys      | 50 – 53 | MŠK Považská Bystrica           | 22 – 25    | 28 – 28    |
| HC Macheka          | 56 – 61 | SGAU-Saratov                    | 28 – 31    | 28 – 30    |
| Spor Toto SK        | 55 – 71 | CSM Boekarest                   | 27 – 33    | 28 – 38    |
| Donbass             | 20 – 0  | Antalyaspor                     | 10 – 0     | 10 – 0     |
| AEK Athene          | 78 – 27 | KH Pristina                     | 37 – 19    | 41 – 8     |
| RK Gračanica        | 20 – 0  | Holon Yuvalim HC                | 10 – 0     | 10 – 0     |
| KH BESA Famiglia    | 44 – 45 | RK Borac m:tel                  | 24 – 22    | 20 – 23    |
| Parnassos Strovolou | 49 – 57 | CS Minaur Baia Mare             | 25 – 28    | 24 – 29    |
| Beykoz BLD SK       | 53 – 68 | Sabbianco Anorthosis Famagouste | 28 – 32    | 25 – 36    |

1. 1 2 3 4 5 6 7 8  Reglementair.

## Achtste finale
| Team 1                        | Tot.    | Team 2                          | 1e wedstr. | 2e wedstr. |
| ----------------------------- | ------- | ------------------------------- | ---------- | ---------- |
| CSM Boekarest                 | 51 - 52 | AEK Athene                      | 28 - 23    | 23 - 29    |
| HC Robe Zubří                 | 52 - 50 | MŠK Považská Bystrica           | 29 - 22    | 23 - 28    |
| SC Kelag Ferlach              | 52 - 54 | Sabbianco Anorthosis Famagouste | 29 - 28    | 23 - 26    |
| RK Gorenje Velenje            | 64 - 44 | RK Borac m:tel                  | 32 - 28    | 32 - 16    |
| SG INSIGNIS Handball Westwien | 0 - 20  | Ystads IF                       | 0 - 10     | 0 - 10     |
| SGAU-Saratov                  | 51 - 56 | Põlva Serviti                   | 28 - 28    | 23 - 28    |
| Donbass                       | 49 - 58 | CS Minaur Baia Mare             | 23 - 24    | 26 - 34    |
| HC Neva SPb                   | 58 - 44 | RK Gračanica                    | 33 - 21    | 25 - 23    |

1. 1 2  Reglementair.

## Kwartfinale
}
| Team 1              | Tot.    | Team 2                          | 1e wedstr. | 2e wedstr. |
| ------------------- | ------- | ------------------------------- | ---------- | ---------- |
| CS Minaur Baia Mare | 45 – 45 | Sabbianco Anorthosis Famagouste | 22 – 27    | 23 – 18    |
| HC Neva SPb         | 48 – 59 | AEK Athene                      | 21 – 30    | 27 – 29    |
| HC Robe Zubří       | 50 – 59 | RK Gorenje Velenje              | 26 – 31    | 24 – 28    |
| Põlva Serviti       | 53 – 62 | Ystads IF                       | 28 – 33    | 25 – 29    |

1. ↑  Op basis van uitgescoorde doelpunten.

## Halve finale
| Team 1                          | Tot.    | Team 2             | 1e wedstr. | 2e wedstr. |
| ------------------------------- | ------- | ------------------ | ---------- | ---------- |
| Sabbianco Anorthosis Famagouste | 48 – 50 | Ystads IF          | 26 – 24    | 22 – 26    |
| AEK Athene                      | 62 – 60 | RK Gorenje Velenje | 31 – 29    | 31 – 31    |

## Finale
| 28 mei 2021 18:00 | AEK Athene | 30 - 26 | Ystads IF | Tasos Kampouris, Chalkis Scheidsrechters: Bounouara, Sami (FRA) |
| 28 mei 2021 18:00 |            |         |           | Tasos Kampouris, Chalkis Scheidsrechters: Bounouara, Sami (FRA) |
| 28 mei 2021 18:00 | 1× 2×      |         | 1× 3×     | Tasos Kampouris, Chalkis Scheidsrechters: Bounouara, Sami (FRA) |

| 30 mei 2021 20:00 | Ystads IF | 20 - 24 | AEK Athene | Tasos Kampouris, Chalkis Scheidsrechters: Vesovic, Mitrovic (MNE) |
| 30 mei 2021 20:00 |           |         |            | Tasos Kampouris, Chalkis Scheidsrechters: Vesovic, Mitrovic (MNE) |
| 30 mei 2021 20:00 | 1× 5×     |         | 1× 4×      | Tasos Kampouris, Chalkis Scheidsrechters: Vesovic, Mitrovic (MNE) |

| Totaalstand | AEK Athene | 54 - 46 | Ystads IF |  |
| Totaalstand |            |         |           |  |
| Totaalstand |            |         |           |  |

|                     |
|                     |
| AEK Athene 1e titel |